# Доходный дом И. В. фон Бессера
Доходный дом И. В. фон Бессера — памятник архитектуры. Расположен в Центральном районе Санкт-Петербурга, современный адрес дома — Владимирский проспект, 19.
12 августа 1901 года Санкт-Петербургское общество архитекторов объявило конкурс перестройки трёхэтажного дома барона И. В. фон Бессера с призовым фондом в тысячу рублей на три лучших проекта, на который было подано 88 работ, из них 28 — из Германии (что было необычным и вышло как вследствие усилий заказчика, приглашавшего архитекторов, так и в результате простой удачи и выбора зимнего сезона, в который многие архитекторы были свободны).
Согласно условиям, дом надо было надстроить на два этажа, желательно с использованием существующих стен, нежелательным для выбора считался «русский стиль», композиция должна быть сдержанной и изящной (желательно было использовать облицовочный кирпич, но не обильную лепнину), на первом этаже следовало сделать витрины для магазинов, существовавшие эркеры и балконы разрешалось разобрать.
В жюри участвовал Л. Н. Бенуа, что вызывало слухи о том, что снова победит его архитектурная школа с дорогими изразцами, сам фон Бессер просил присудить хотя бы третью премию одному из иностранных участников. В итоге победили проекты, действительно использовавшие сдержанную трактовку «бенуавской школы»: О. Р. Мунца (проект «Летучая мышь» с чёткой симметрией, тремя осями), А. И. Дмитриева (с облицованными керамикой верхними этажами и ленточным балконом между ними и нижними этажами) и А. И. Дитриха (проект с выгнутым карнизом и криволинейным ограждением, а также, как и в проекте Мунца, с трёхгранным стеклянным эркером). Немецкие проекты были отклонены как не соответствующие местным вкусам.
- I премия
- II и III премия

Заказчик не выбрал ни один из премированных проектов и пригласил архитектора Шульмана (вероятно, Карла-Вольдемара-Аллана Шульмана). Окончательный проект был утверждён 27 февраля 1904 года.
Фасад здания симметричен, у него выделены три оси. На нижнем этаже сделаны витрины, двери магазинов и подворотня объединены талькохлоритным порталом. Эркер по центру округлый, с трёхгранными окнами-фонариками, его верхняя часть выступает чуть сильнее за счёт крутого ската мансарды, он увенчан шлемообразным куполом. По краям фасада расположены щипцы и строенные узкие «готические» окна. Эркеры по бокам трёхгранные, завершены скруглёнными балконами с глухими ограждениями. Окна пятого этажа шестиугольные с трапециевидным верхом. В верхней части здания сделаны лоджии-галереи с поддерживающими вынос мансарды столбиками.
Отделку фасада выполнило Финляндское акционерное общество разработки горшечного камня. Кроме камня, использована штукатурка различного тона и фактуры, портал украшен резьбой. Среди оригинальных украшений здания — филин, герб домовладельца, узорчатый фриз из ветвей и шишек, высеченные номер дома и год постройки. В целом дом относится к образцам финской архитектуры.
К началу 2000-х дом был доведён до аварийного состояния. В 2001—2003 годах были снесены дворовые корпуса, на их месте с включением лицевого здания построен торговый центр «Владимирский пассаж». При реставрации был надстроен второй ярус мансарды, тыльная сторона лицевого здания, превращённая в атриум, украшена рельефными деталями, неумело подражающими стилистике модерна.

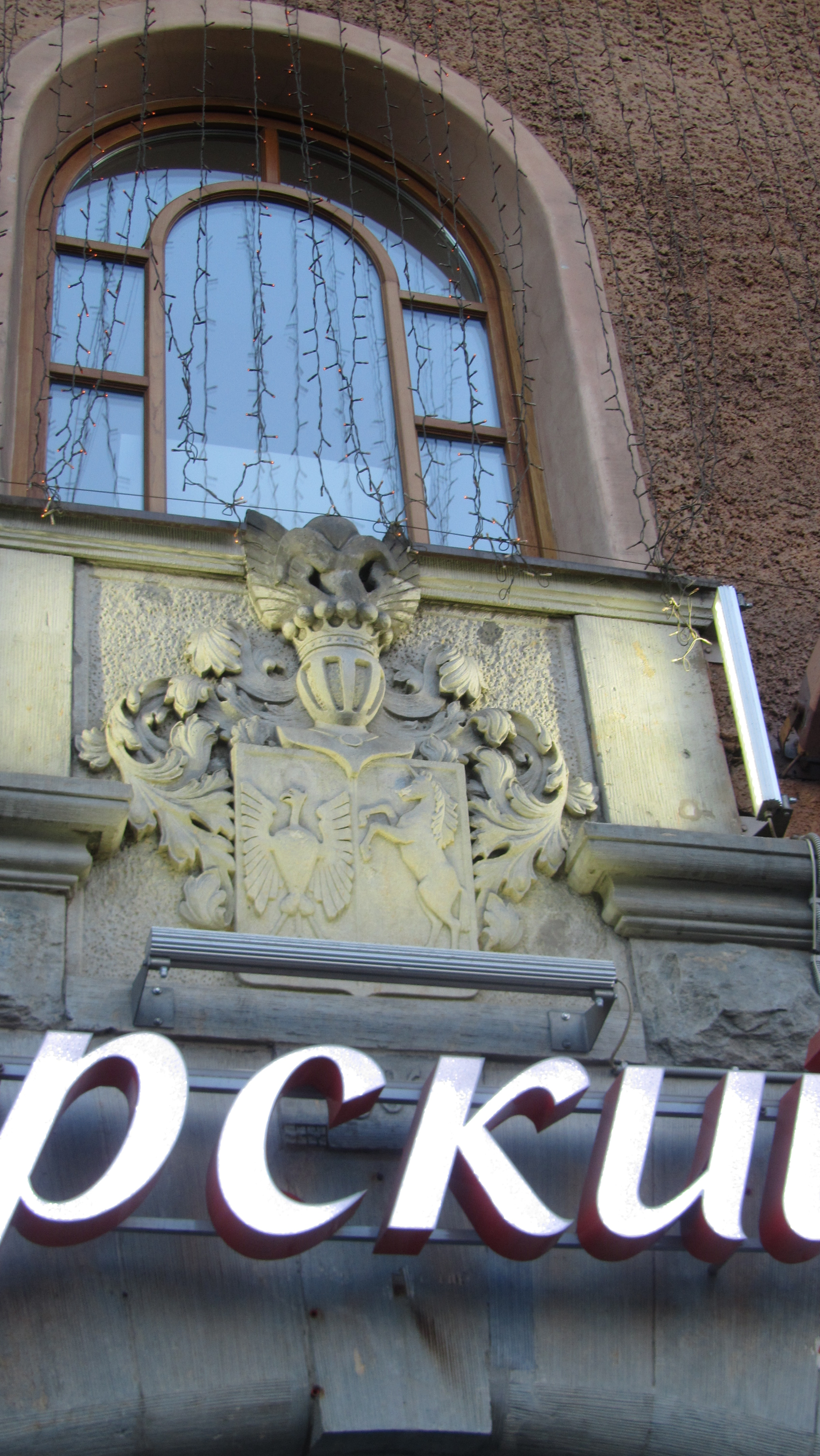
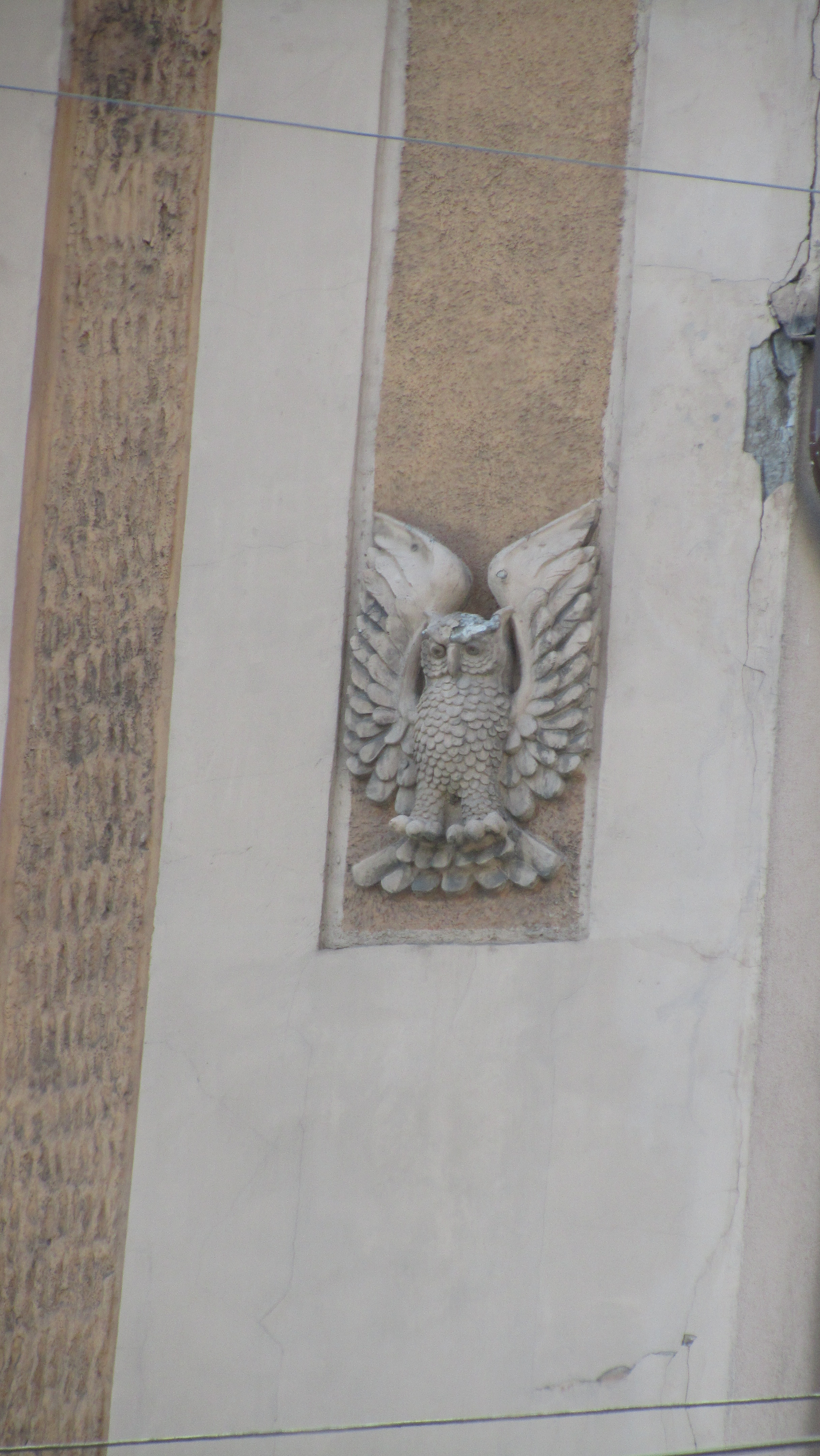
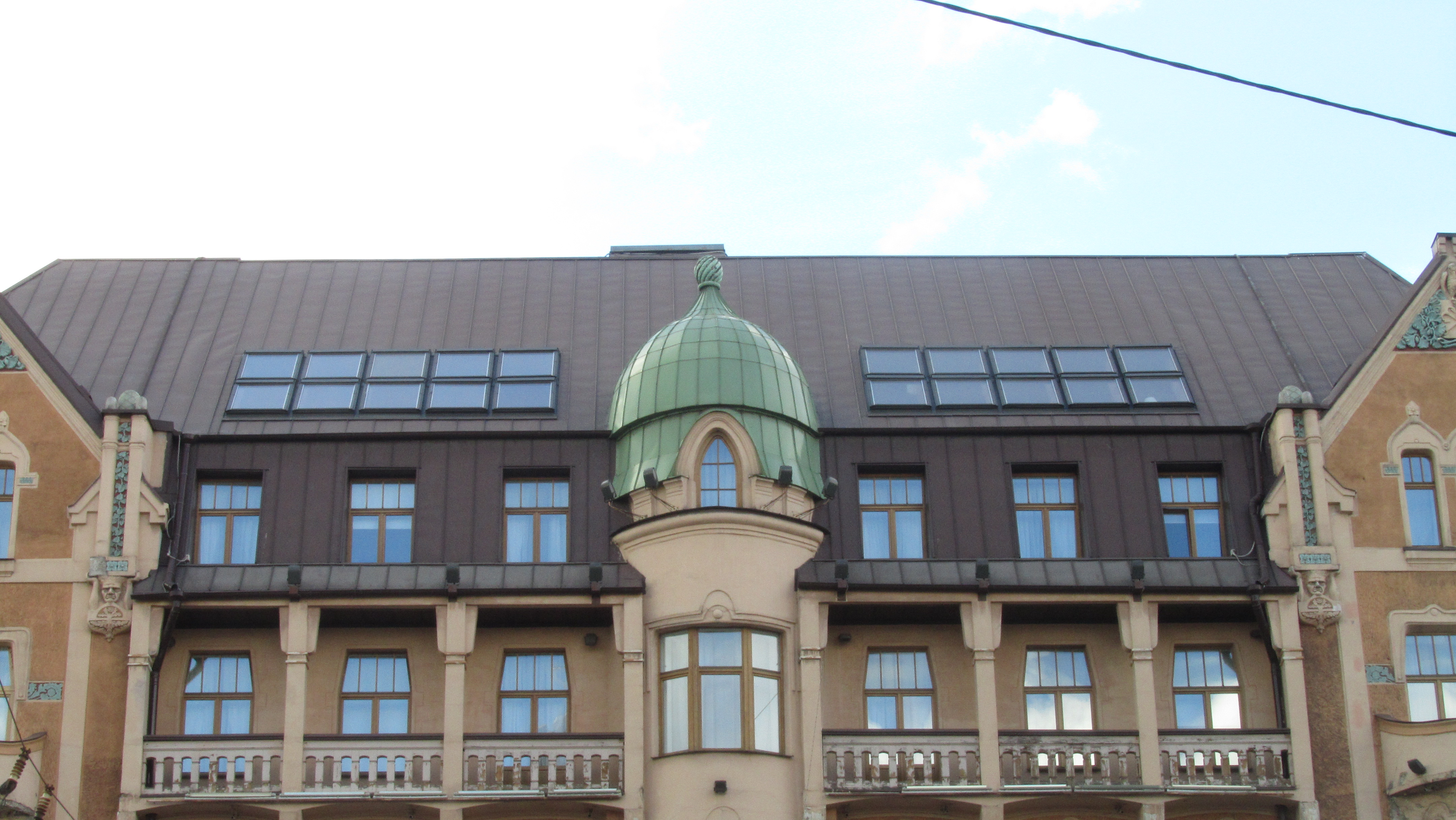